# Chevrolatia iberica
Chevrolatia iberica is een keversoort uit de familie van de kortschildkevers (Staphylinidae). De wetenschappelijke naam van de soort werd voor het eerst geldig gepubliceerd in 2019 door Jałoszyński.